# マリアンヌ・フォス
マリアンヌ・フォス（Marianne Vos, 1987年5月13日- ）はオランダ、スヘルトーヘンボス 出身の女子自転車競技選手。日本では「ヴォス」「ボス」という表記も見られる。「マリアナ・ヴォス」と表記されることもある。
ロードレース、シクロクロス、トラックレース（ポイントレース、スクラッチ）、グラベルの世界王者である。

## 経歴

### 自転車選手への道
兄も自転車競技の選手であったが、6歳の頃から兄のチームで練習を続け、8歳の頃からロードレース及びシクロクロスのレースに参加するようになる。一方でスピードスケートとインラインスケートもこなすスポーツ万能少女であったが、14歳の頃、インラインスケート選手としてはここでキャリアを終え、代わりにマウンテンバイク（MTB）を始めるようになる。そして後にトラックレースにも取り組むようになる。

### ジュニア時代
2002年
- オランダ選手権 個人ロードレース・ノーヴィスクラス 優勝

2004年
- ロード世界選手権・ジュニア 個人ロード 優勝

2005年
- オランダ選手権・ジュニア部門
  - マウンテンバイク・クロスカントリー(XC) 優勝
  - 個人ロード 優勝
- 欧州選手権・シクロクロス 優勝

### 主な戦績

#### 2006年
- シクロクロス世界選手権 優勝
- ロードレース世界選手権・個人ロードレース 優勝
- 欧州選手権・U23部門個人ロード 優勝
- オランダ選手権 ロードレース優勝。
- ツール・フェミナン・アン・リムザン 総合優勝

#### 2007年
- 対象レース（フレッシュ・ワロンヌ・女子、ルント・ウム・ディー・ニュルンベルガー）で2勝し、UCI女子ロードワールドカップの総合優勝を達成。
- 世界選手権 個人ロード2位
- UCIトラックワールドカップ2007-2008
  - 北京 - ポイントレース & スクラッチ 優勝
- ジロ・ディ・サンマリノ 総合優勝

#### 2008年
- トラックワールドカップ 
  - コペンハーゲン - スクラッチ 優勝
- シクロクロス世界選手権 2位。
- トラックレース世界選手権 ポイントレース 優勝。

これで、ロードレース、シクロクロス、トラックレースの3種目の大会で世界一を経験することになった。
- 北京オリンピックでは、ロードレース2種目と、トラックレースのポイントレースに出場。
  - 個人ロード6位。
  - タイムトライアル14位。
  -  8月18日に行われたポイントレースでは、ただ一人、中盤で1ラップ奪取に成功し、最終的に圧勝の形で金メダルを獲得した。
- 世界選手権・ロードレース 2位。
- グレツィア・オルロヴァ 総合優勝
- ブエルタ・ア・オシデンテ 総合優勝
- エマクメーン・ビラ 総合優勝
- オランダ選手権 ロードレース優勝。

#### 2009年
- 自国、オランダのホーヘルハイデで行われたシクロクロス世界選手権において、ハンカ・クフェルナーゲルを1秒差下し、2度目の同種目優勝を果たした。
- UCI女子ロードワールドカップでは2度目の総合優勝（フレッシュ・ワロンヌ 優勝）。
- 世界選手権・ロードレースでは、3年連続2位となった。
- オランダ選手権 ロードレース優勝。
- ホラント・レディス・ツアー 総合優勝
- 欧州選手権・シクロクロス 優勝

#### 2010年
- シクロクロス世界選手権において、前年に引き続き、クフェルナーゲル(2位)を下し連覇。
- 国内選手権・ITT 優勝。
- UCI女子ロードワールドカップ3度目の総合優勝。
- 世界選手権・ロードレースでは、4年連続2位となった。
- オランダ選手権 ITT優勝。
- グレツィア・オルロヴァ 総合優勝
- ホラント・レディス・ツアー 総合優勝

#### 2011年
- オランダ選手権 シクロクロス優勝。
- シクロクロス世界選手権において、史上初の3連覇を達成。
- トラックレース世界選手権
  -  スクラッチ 優勝。
- エマクメーン・ビラ 総合優勝
- オランダ選手権
  - ロードレース優勝
  - ITT優勝
- ジロ・ドンネ 総合優勝
- ホラント・レディス・ツアー 総合優勝
- ロードレース世界選手権
  - ITT 10位
  - 個人ロードレースでは、5年連続の2位。

#### 2012年
- シクロクロス世界選手権において、史上初の4連覇を達成。
- UCI女子ロードワールドカップ2012
  - 総合優勝
  - ロンド・ファン・ドレンテ 優勝
  - トロフェオ・アルフレード・ビンダ＝コムーネ・ディ・チッティリオ 優勝
- GP・エルシ・ヤコブス 総合優勝
- ジロ・ドンネ  総合優勝、ポイント賞（第1,2,4,7,8ステージ優勝）
- ロンドンオリンピック
  -  個人ロードにおいて、エリザベス・アーミステッドとの雨中の中で行われたスプリント合戦を制し優勝。
  - ITT 16位
- 世界選手権・個人ロード 優勝

#### 2013年
- オランダ選手権 シクロクロス 優勝
- ジロ・ローザ ポイント賞（第3,4,7ステージ優勝）
- シクロクロス世界選手権において、史上初の5連覇を達成。
- 世界選手権・個人ロード 優勝

#### 2014年
- シクロクロス世界選手権において、史上初の6連覇を達成。
- ラ・コルス by ツール・ド・フランス（第1回大会） 優勝
- ジロ・ローザ  総合優勝、ポイント賞（第1,4,5,7ステージ優勝）

#### 2016年
- ツアー・オブ・カリフォルニア女子（英語版） ステージ優勝（第3ステージ）
- ウィメンズ・ツアー（英語版） ポイント賞（第4ステージ優勝）

#### 2017年
レディース・ツアー・オブ・ノルウェー 総合優勝、ポイント賞

#### 2018年
- ウィメンズ・ツアー（英語版） ポイント賞
- ジロ・ローザ ステージ優勝（第8ステージ）
- クレセント・ヴォーゴーダ（英語版） 優勝
- レディース・ツアー・オブ・ノルウェー（英語版） 総合優勝、ポイント賞（全ステージ(1,2,3)優勝）

#### 2019年
- トロフェオ・アルフレッド・ビンダ（英語版） 優勝
- ウィメンズ・ツアー（英語版） 区間優勝（第2ステージ）
- ジロ・ローザ 区間優勝（第2,3,10ステージ）
- ラ・コルス by ツール・ド・フランス（英語版） 優勝
- レディース・ツアー・オブ・ノルウェー（英語版） 総合優勝（第2,3,4ステージ優勝）
- ツール・シクリスト・フェミニン・アンテルナショナル・ドゥ・アルデーシュ（英語版）  総合優勝、ポイント賞（第1,2,3,6,7ステージ優勝）

#### 2020年
- ジロ・ローザ ポイント賞（第3,5,6ステージ優勝）

#### 2021年
- ヘント〜ウェヴェルヘム 女子レース（英語版） 優勝
- アムステルゴールドレース 女子（英語版） 優勝
- ジロ・ディターリア・インテルナツィオナーレ・フェンミニーレ 区間優勝（第3,7ステージ）
- シーマック・レディース・ツアー（英語版） ポイント賞（第1,4,5ステージ優勝）

#### 2022年
- ジロ・デ・イタリア・ドンネ 区間優勝（第2,5ステージ）
- ツール・ド・フランス・ファム ポイント賞（第2,6ステージ優勝）